# Mary Fuller
Mary Fuller, nata Mary Claire Fuller (Washington, 5 ottobre 1888 – Washington, 9 dicembre 1973), è stata un'attrice e sceneggiatrice statunitense.
La sua carriera si svolse esclusivamente nel periodo del muto.

## Biografia
Nata a Washington, Mary Fuller era figlia di Nora Swing e di Miles Fuller, un avvocato. Trascorse la sua infanzia in una fattoria e, sin da bambina, dimostrò un particolare senso artistico, interessandosi alla musica, alla scrittura e al disegno. A dodici anni, nel 1901, rimase orfana di padre.
Intrapresa la carriera teatrale, nel 1906 iniziò a recitare adottando il nome di Claire Fuller e, per un periodo di tempo, fece parte della compagnia teatrale del liceo di Toledo nell'Ohio.

### Carriera
A diciotto anni passò al professionismo e, quindi, al cinema: nel 1907 firmò con la Vitagraph di New York, dopodiché, nel 1910, passò a un'altra casa di produzione newyorkese, la Edison Studios. In quell'anno recitò nel Frankenstein di J. Searle Dawley, la prima versione cinematografica dell'omonimo romanzo di Mary Shelley.
Nel 1914 Mary Fuller era già una star e poteva rivaleggiare in popolarità con Mary Pickford. Recitò in una grande varietà di ruoli, e prese parte a melodrammi come The Witch Girl, A Daughter of the Nile e Under Southern Skies, il suo primo lungometraggio. Fu inoltre l'autrice di numerose sceneggiature, otto delle quali divennero film tra il 1913 e il 1915. Dopo il film The Long Trail (1917), la donna più importante degli studi Edison sembrò scomparire e per decenni la sua vita fu avvolta nel mistero.

### Gli ultimi anni
L'attrice soffrì in quegli anni di una grave forma di depressione. Sembra che avesse avuto un cedimento nervoso in seguito alla relazione con un cantante lirico già sposato. Ritiratasi dal mondo del cinema, tornò a vivere nella sua città natale, Washington D.C. Qualche tempo prima, aveva parlato di un costante senso di solitudine che neanche la sua notorietà era riuscita a colmare. Nel 1926 tornò a Hollywood per rientrare nel campo cinematografico ma non ricevette offerte. La morte della madre nel 1946 le causò una seconda crisi e il 1º luglio 1947 fu ammessa all'ospedale St. Elizabeth di Washington, dove rimase per venticinque anni fino alla morte nel dicembre 1973.
Dopo la sua scomparsa, l'ospedale non fu in grado di rintracciare nessun parente.

## Filmografia
La filmografia è completa. Quando manca il nome del regista, questo non viene riportato nei titoli

### Attrice
- The Ugly Duckling – cortometraggio (1907)
- Leah the Forsaken, regia di Van Dyke Brooke – cortometraggio (1908)
- The Stage-Struck Daughter, regia di Van Dyke Brooke – cortometraggio (1908)
- A Jealous Old Maid; or, No One to Love Her, regia di Van Dyke Brooke – cortometraggio (1908)
- The Flower Girl of Paris, regia di Van Dyke Brooke – cortometraggio (1908)
- A Sister's Love: A Tale of the Franco-Prussian War, regia di Van Dyke Brooke – cortometraggio (1909)
- Jessie, the Stolen Child, regia di Van Dyke Brooke – cortometraggio (1909)
- King Lear, regia di James Stuart Blackton e William V. Ranous – cortometraggio (1909)
- Fuss and Feathers, regia di Edwin S. Porter – cortometraggio (1909)
- The Foundling, regia di Van Dyke Brooke – cortometraggio (1909)
- Lochinvar, regia di J. Searle Dawley – cortometraggio (1909)
- A Child of the Forest, regia di Edwin S. Porter – cortometraggio (1909)
- Betty's Choice, regia di Van Dyke Brooke – cortometraggio (1909)
- Hansel and Gretel, regia di J. Searle Dawley – cortometraggio (1909)
- A Rose of the Tenderloin, regia di J. Searle Dawley – cortometraggio (1909)
- Bluebeard , regia di J. Searle Dawley – cortometraggio (1909)
- The House of Cards, regia di Edwin S. Porter – cortometraggio (1909)
- The Engineer's Romance, regia di Edwin S. Porter – cortometraggio (1910)
- Luck of Roaring Camp, regia di Edwin S. Porter – cortometraggio (1910)
- Frankenstein , regia di J. Searle Dawley – cortometraggio (1910)
- Michael Strogoff, regia di J. Searle Dawley – cortometraggio (1910)
- Elektra, regia di James Stuart Blackton – cortometraggio (1910)
- For Her Sister's Sake, regia di Edwin S. Porter – cortometraggio (1910)
- Carminella, regia di Bannister Merwin – cortometraggio (1910)
- The Princess and the Peasant, regia di J. Searle Dawley – cortometraggio (1910)
- Sisters, regia di Bannister Merwin – cortometraggio (1910)
- The Peacemaker, regia di Van Dyke Brooke – cortometraggio (1910)
- A Modern Cinderella – cortometraggio (1910)
- Uncle Tom's Cabin, regia di James Stuart Blackton – cortometraggio (1910)
- The Lady and the Burglar, regia di Bannister Merwin – cortometraggio (1910)
- From Tyranny to Liberty, regia di J. Searle Dawley – cortometraggio (1910)
- Ononko's Vow, regia di Frank McGlynn Sr. e Edwin S. Porter – cortometraggio (1910)
- The Farmer's Daughter, regia di Edwin S. Porter – cortometraggio (1910)
- The House of the Seven Gables, regia di J. Searle Dawley – cortometraggio (1910)
- Arms and the Woman, regia di Bannister Merwin – cortometraggio (1910)
- In the Days of Chivalry, regia di J. Searle Dawley – cortometraggio (1911)
- Three Men and a Maid – cortometraggio (1911)
- Girl of the Mountains – cortometraggio (1911)
- A Stage Romance, regia di Bannister Merwin – cortometraggio (1911)
- The Test of Love, regia di Edwin S. Porter – cortometraggio (1911)
- The Resurrection of John – cortometraggio (1911)
- Nell's Last Deal – cortometraggio (1911)
- A Card of Introduction – cortometraggio (1911)
- Turned to the Wall – cortometraggio (1911)
- Josh and Cindy's Wedding Trip – cortometraggio (1911)
- Aida, regia di Oscar Apfel e J. Searle Dawley – cortometraggio (1911)
- Madeline's Rebellion, regia di Edwin S. Porter – cortometraggio (1911)
- A Sane Fourth of July – cortometraggio (1911)
- The Cardinal's Edict – cortometraggio (1911)
- The Wager and the Wage Earners – cortometraggio (1911)
- Her Brother's Photograph – cortometraggio (1911)
- A Thoroughbred, regia di J. Searle Dawley – cortometraggio (1911)
- The Star Spangled Banner, regia di J. Searle Dawley – cortometraggio (1911)
- Trading His Mother – cortometraggio (1911)
- The Switchman's Tower – cortometraggio (1911)
- Sir George and the Heiress – cortometraggio (1911)
- Two Officers – cortometraggio (1911)
- The Modern Dianas – cortometraggio (1911)
- The Professor and the New Hat, regia di Bannister Merwin – cortometraggio (1911)
- The Surgeon's Temptation – cortometraggio (1911)
- The Silent Tongue, regia di Bannister Merwin – cortometraggio (1911)
- The Three Musketeers: Part 1, regia di J. Searle Dawley – cortometraggio (1911)
- The Three Musketeers: Part 2, regia di J. Searle Dawley – cortometraggio (1911)
- Foul Play, regia di Oscar Apfel – cortometraggio (1911)
- At the Threshold of Life – cortometraggio (1911)
- A Conspiracy Against the King, regia di J. Searle Dawley – cortometraggio (1911)
- The Reform Candidate – cortometraggio (1911)
- The Girl and the Motor Boat, regia di Ashley Miller – cortometraggio (1911)
- A Modern Cinderella, regia di J. Searle Dawley – cortometraggio (1911)
- The Ghost's Warning, regia di Ashley Miller – cortometraggio (1911)
- The Story of the Indian Ledge, regia di Ashley Miller – cortometraggio (1911)
- The Lure of the City, regia di Ashley Miller – cortometraggio (1911)
- The Awakening of John Bond, regia di Oscar Apfel e Charles Brabin – cortometraggio (1911)
- The Daisy Cowboys, regia di C.J. Williams – cortometraggio (1911)
- An International Heart Breaker, regia di C.J. Williams – cortometraggio (1911)
- The Stuff That Dreams Are Made Of, regia di J. Searle Dawley – cortometraggio (1911)
- Thirty Days at Hard Labor, regia di Oscar Apfel – cortometraggio (1912)
- A Question of Seconds – cortometraggio (1912)
- The Bachelor's Waterloo, regia di C.J. Williams – cortometraggio (1912)
- The Stolen Nickel, regia di Bannister Merwin – cortometraggio (1912)
- The Jewels – cortometraggio (1912)
- Children Who Labor, regia di Ashley Miller (non accreditato) – cortometraggio (1912)
- Tony's Oath of Vengeance – cortometraggio (1912)
- A Cowboy's Stratagem, regia di Bannister Merwin – cortometraggio (1912)
- For the Commonwealth – cortometraggio (1912)
- How Washington Crossed the Delaware, regia di J. Searle Dawley – cortometraggio (1912)
- Is He Eligible?, regia di C.J. Williams – cortometraggio (1912)
- The Insurgent Senator, regia di Bannister Merwin – cortometraggio (1912)
- The Dumb Wooing, regia di Willard Louis – cortometraggio (1912)
- The Little Woolen Shoe, regia di Bannister Merwin – cortometraggio (1912)
- An Unusual Sacrifice – cortometraggio (1912)
- Politics and Love – cortometraggio (1912)
- Treasure Island, regia di J. Searle Dawley – cortometraggio (1912)
- A Personal Affair – cortometraggio (1912)
- The Convict's Parole, regia di Edwin S. Porter – cortometraggio (1912)
- Martin Chuzzlewit, regia di Oscar Apfel, J. Searle Dawley – cortometraggio (1912)
- The Little Bride of Heaven, regia di Mary Imlay Taylor – cortometraggio (1912)
- Master and Pupil, regia di J. Searle Dawley – cortometraggio (1912)
- Partners for Life, regia di C.J. Williams – cortometraggio (1912)
- The Artist's Joke – cortometraggio (1912)
- The Escape from Bondage – cortometraggio (1912)
- What Happened to Mary?, regia di Charles Brabin - serial (1912)
- More Precious Than Gold, regia di J. Searle Dawley – cortometraggio (1912)
- The Librarian – cortometraggio (1912)
- The Harbinger of Peace – cortometraggio (1912)
- Mr. Pickwick's Predicament, regia di J. Searle Dawley – cortometraggio (1912)
- The Cub Reporter – cortometraggio (1912)
- Alone in New York, regia di Ashley Miller – cortometraggio (1912)
- The Governor, regia di Harold M. Shaw – cortometraggio (1912)
- Mary in Stage Land, regia di J. Searle Dawley e Walter Edwin – cortometraggio (1912)
- The Affair at Raynor's, regia di J. Searle Dawley e Walter Edwin – cortometraggio (1912)
- A Letter to the Princess, regia di J. Searle Dawley e Walter Edwin – cortometraggio (1912)
- Nebbia (Fog), regia di Ashley Miller – cortometraggio (1912)
- A Clue to Her Parentage, regia di J. Searle Dawley e Walter Edwin – cortometraggio (1912)
- How a Horseshoe Upset a Happy Family – cortometraggio (1912)
- For Her, regia di Harold M. Shaw – cortometraggio (1912)
- A Race to New York, regia di Charles Brabin – cortometraggio (1913)
- It Is Never Too Late to Mend, regia di Charles M. Seay – cortometraggio (1913)
- Leonie, regia di Charles J. Brabin – cortometraggio (1913)
- The Ambassador's Daughter, regia di Charles Brabin – cortometraggio (1913)
- False to Their Trust, regia di J. Searle Dawley e Walter Edwin – cortometraggio (1913)
- The Princess and the Man, regia di Charles Brabin – cortometraggio (1913)
- The Minister's Temptation, regia di Charles Brabin – cortometraggio (1913)
- A Will and a Way, regia di Charles Brabin – cortometraggio (1913)
- Kathleen Mavourneen, regia di Charles Brabin – cortometraggio (1913)
- The Dean's Daughters, regia di Walter Edwin – cortometraggio (1913)
- A Way to the Underworld, regia di J. Searle Dawley e Walter Edwin – cortometraggio (1913)
- The Elder Brother, regia di Bannister Merwin – cortometraggio (1913)
- With the Eyes of the Blind, regia di Walter Edwin – cortometraggio (1913)
- The High Tide of Misfortune – cortometraggio (1913)
- When the Right Man Comes Along, regia di Walter Edwin – cortometraggio (1913)
- When Greek Meets Greek, regia di Walter Edwin – cortometraggio (1913)
- The Prophecy, regia di Walter Edwin – cortometraggio (1913)
- The Translation of a Savage, regia di Walter Edwin – cortometraggio (1913)
- An Almond-Eyed Maid, regia di Walter Edwin – cortometraggio (1913)
- Mercy Merrick, regia di Walter Edwin – cortometraggio (1913)
- Mary Stuart, regia di J. Searle Dawley – cortometraggio (1913)
- Fortune Smiles, regia di George A. Lessey – cortometraggio (1913)
- All on Account of a Portrait, regia di C.J. Williams – cortometraggio (1913)
- Who Will Marry Mary?, regia di Walter Edwin - serial (1913)
- The Robbers, regia di J. Searle Dawley e Walter Edwin – cortometraggio (1913)
- The Romance of Rowena, regia di C.J. Williams – cortometraggio (1913)
- The Pied Piper of Hamelin, regia di George Lessey – cortometraggio (1913)
- Joyce of the North Woods, regia di Ashley Miller – cortometraggio (1913)
- A Light on Troubled Waters, regia di Walter Edwin – cortometraggio (1913)
- The Contents of the Suitcase, regia di Walter Edwin – cortometraggio (1913)
- The Girl and the Outlaw, regia di Walter Edwin – cortometraggio (1913)
- A Daughter of the Wilderness, regia di Walter Edwin – cortometraggio (1913)
- A Woodland Paradise, regia di Walter Edwin – cortometraggio (1913)
- A Face from the Past, regia di Walter Edwin – cortometraggio (1913)
- Elise, the Forester's Daughter, regia di Walter Edwin – cortometraggio (1913)
- Alexia's Strategy, regia di Walter Edwin – cortometraggio (1913)
- A Tudor Princess, regia di J. Searle Dawley – cortometraggio (1913)
- A Lonely Road, regia di Walter Edwin – cortometraggio (1914)
- The Necklace of Rameses, regia di Charles Brabin – cortometraggio (1914)
- The Active Life of Dolly of the Dailies, regia di Walter Edwin - serial (1914)
- How the Earth Was Carpeted, regia di Ashley Miller – cortometraggio (1914)
- The Man of Destiny, regia di Walter Edwin – cortometraggio (1914)
- His Grandchild, regia di Walter Edwin – cortometraggio (1914)
- Comedy and Tragedy, regia di Walter Edwin – cortometraggio (1914)
- A Princess of the Desert, regia di Walter Edwin – cortometraggio (1914)
- When East Met West in Boston, regia di Walter Edwin – cortometraggio (1914)
- Frederick the Great, regia di Walter Edwin – cortometraggio (1914)
- Lost -- a Pair of Shoes, regia di Preston Kendall – cortometraggio (1914)
- The Viking Queen, regia di Walter Edwin – cortometraggio (1914)
- The Witch Girl, regia di Walter Edwin – cortometraggio (1914)
- His Big Chance, regia di Walter Edwin – cortometraggio (1914)
- A Girl of the People, regia di Walter Edwin – cortometraggio (1914)
- The Phantom Cracksman, regia di Walter Edwin – cortometraggio (1914)
- The Heart of the Night Wind, regia di Walter Edwin – cortometraggio (1914)
- A Lonely Salvation, regia di Walter Edwin – cortometraggio (1914)
- The Heart of the Hills, regia di Walter Edwin – cortometraggio (1914)
- The Virtuoso – cortometraggio (1914)
- My Lady High and Mighty, regia di Walter Edwin (1915)
- His Guardian Angel (1915)
- The Bribe, regia di Lucius Henderson – cortometraggio (1915)
- Everygirl (1915)
- The Counterfeit (1915)
- The Laugh That Died, regia di Lorimer Johnston (1915)
- The Unhidden Treasure, regia di Lorimer Johnston (1915)
- The Master Mummer ([1915)
- The Golden Spider, regia di Lucius Henderson (1915)
- Mary's Duke, regia di Lucius Henderson (1915)
- The Rustle of a Skirt, regia di Lucius Henderson (1915)
- The Honor of the Ormsbys, regia di Lucius Henderson (1915)
- The Girl Who Had a Soul, regia di Lucius Henderson (1915)
- A Witch of Salem Town, regia di Lucius Henderson (1915)
- The Judgment of Men, regia di Lucius Henderson (1915)
- A Daughter of the Nile, regia di Lucius Henderson (1915)
- Circus Mary, regia di Lucius Henderson (1915)
- The Little White Violet, regia di Lucius Henderson (1915)
- Jeanne of the Woods, regia di Lucius Henderson (1915)
- The Taming of Mary, regia di Lucius Henderson (1915)
- Under Southern Skies, regia di Lucius Henderson (1915)
- The Woman Who Lied, regia di Lucius Henderson – cortometraggio (1915)
- Li'l Nor'wester, regia di Lucius Henderson (1915)
- The Tale of the 'C', regia di Lucius Henderson (1915)
- The Heart of a Mermaid, regia di Lucius Henderson (1916)
- A Sea Mystery, regia di Lucius Henderson (1916)
- Madame Cubist, regia di Lucius Henderson – cortometraggio (1916)
- The Strength of the Weak, regia di Lucius Henderson (1916)
- The Little Fraud, regia di Lucius Henderson (1916)
- Thrown to the Lions, regia di Lucius Henderson (1916)
- The Girl Who Feared Daylight, regia di Lucius Henderson (1916)
- The Huntress of Men, regia di Lucius Henderson (1916)
- The Three Wishes, regia di Lucius Henderson – cortometraggio (1916)
- The Limousine Mystery, regia di Lucius Henderson – cortometraggio (1916)
- The Scarlet Mark, regia di Lucius Henderson (1916)
- Behind the Veil, regia di Lucius Henderson – cortometraggio (1916)
- The Garden of Shadows, regia di Lucius Henderson (1916)
- A Splash of Local Color, regia di Lucius Henderson (1916)
- The Trail of Chance, regia di Lucius Henderson (1916)
- Love's Masquerade, regia di Lucius Henderson (1916)
- Cheaters, regia di Lucius Henderson (1916)
- Stolen Honors, regia di Lucius Henderson (1916)
- Mother's Guiding Hand (1916)
- Public Be Damned, regia di Stanner E.V. Taylor (1917)
- The Long Trail, regia di Howell Hansel (1917)
- The Beautiful Impostor, regia di Lucius Henderson (1917)
- The Untamed, regia di Lucius Henderson – cortometraggio (1917)
- To the Highest Bidder, regia di Lucius Henderson (1917)

### Sceneggiatrice
- When the Right Man Comes Along, regia di Walter Edwin – cortometraggio (1913)
- When Greek Meets Greek, regia di Walter Edwin  – cortometraggio (1913)
- The Prophecy, regia di Walter Edwin – cortometraggio (1913)
- A Woodland Paradise, regia di Walter Edwin – cortometraggio (1913)
- A Princess of the Desert, regia di Walter Edwin – cortometraggio (1914)
- The Viking Queen, regia di Walter Edwin – cortometraggio (1914)
- The Virtuoso – cortometraggio (1914)
- The Golden Spider, regia di Lucius Henderson – cortometraggio (1915)